# Peggle Nights
Peggle Nights è un videogioco rompicapo sviluppato e pubblicato da PopCap Games per Microsoft Windows e macOS. Si tratta del primo sequel di Peggle.

## Modalità di gioco
Lo stile di gioco è rimasto immutato rispetto al predecessore: Peggle Nights può essere definito come una via di mezzo fra il pachinko e il videogioco Breakout. Si deve infatti lanciare una serie di palline e colpire dei mattoncini, o tondini, che se distrutti forniranno vari bonus e power-up.